# Toll-like receptors

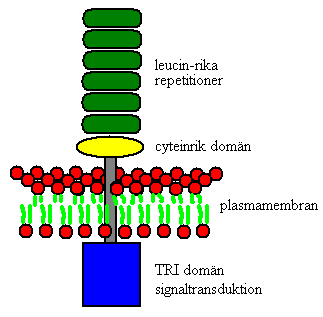
Grundstrukturen för en Toll-like receptor, det som skiljer de olika Toll-lika receptorerna från varandra är de leucinrika repetitionerna som sitter utanpå cellen och som binder till olika molekylära mönster.

Toll-lika receptorer (TLR, engelska: Toll-like receptors) är en typ av receptorer inom gruppen pattern recognition receptors (PRR) som finns hos flera olika celltyper inblandade i kroppens immunförsvar. TLR spelar en viktig roll i det ospecifika ("medfödda") immunförsvaret. Dessa receptorer passar ihop med strukturer, så kallade PAMP, på ytan av sjukdomsframkallande organismer. Genom TLR kan cellerna känna av om det finns skadliga organismer i närheten. Exempelvis består cellväggen hos gramnegativa bakterier av  lipopolysackarider som passar ihop med TLR4 på makrofager.

## Historia
År 1985 upptäckte tyska forskare en gen i bananflugan som styrde vad som skulle bli rygg eller buksida hos embryot. De döpte den till Toll som ungefär betyder "konstig" på tyska, vilket syftar på muterade bananflugors konstiga anatomi. För deras upptäckt av toll-genen och relaterade gener erhöll Christiane Nüsslein-Volhard, Eric F. Wieschaus och Edward B. Lewis Nobelpriset i fysiologi eller medicin år 1995. År 1996 upptäckte Jules Hoffmann och Bruno Lemaitre att mutationer i toll-gener kraftigt försämrade immunförsvaret hos bananflugor, vilket ledde till andra studier som visade att Toll och liknande proteiner har en roll i aktiveringen av det medfödda immunförsvaret. Jules Hoffmann tilldelades för denna upptäckt Nobelpriset i fysiologi eller medicin år 2011.

## TLR-signalering
TLRs bildar hetero- eller homodimerer när de binder till ligander. TLRs kan finnas både på cellytan, för att känna av patogener i omgivningen, och intracellulärt på membran inuti cellen, för att bilda ett inre försvar som identifierar patogener som tagit sig in i cellen.
| Receptor | Ligand(er)                                                              | Målmikrob                                                                  | Lokalisation             |
| -------- | ----------------------------------------------------------------------- | -------------------------------------------------------------------------- | ------------------------ |
| TLR 1    | triacyllipoproteiner                                                    | mykobakterier                                                              | cellytan                 |
| TLR 2    | peptidoglykaner; GPI-länkade proteiner; lipoproteiner; zymosan (glukan) | grampositiva bakterier; Trypanosoma; mykobakterier; jäst och andra svampar | cellytan                 |
| TLR 3    | dubbelsträngat RNA                                                      | virus                                                                      | kompartment inuti cellen |
| TLR 4    | lipopolysackarider (LPS); glykoproteiner                                | gramnegativa bakterier; respiratoriskt syncytievirus                       | cellytan                 |
| TLR 5    | flagellin                                                               | bakterier                                                                  | cellytan                 |
| TLR 6    | diacyllipoproteiner; zymosan (glukan)                                   | mykobakterier; jäst och andra svampar                                      | cellytan                 |
| TLR 7    | enkelsträngat RNA                                                       | virus                                                                      | kompartment inuti cellen |
| TLR 8    | enkelsträngat RNA                                                       | virus                                                                      | kompartment inuti cellen |
| TLR 9    | ometylerat CpG-DNA; dinukleotider                                       | bakterie-DNA; vissa herpesvirus                                            | kompartment inuti cellen |
| TLR 10   | okänt                                                                   | okänt                                                                      | cellytan                 |
| TLR 11   | profilin                                                                | Toxoplasma gondii                                                          | cellytan                 |
| TLR 12   | profilin                                                                | Toxoplasma gondii                                                          | kompartment inuti cellen |
| TLR 13   | rRNA                                                                    | grampositiva bakterier                                                     | kompartment inuti cellen |